# Christian Scharpff
August Christian Scharpff (* 24. April 1804 in Homburg) war ein deutscher Journalist, Redakteur und Professor für Deutsche Sprache. Er setzte sich für den Erhalt der Presse- und Meinungsfreiheit in Deutschland ein und war Redner des Hambacher Festes von 1832.

## Leben und Wirken
August Christian Scharpff wurde 1804 in Homburg geboren. Er studierte Rechtswissenschaften in Erlangen und Philologie ab 1824 in München und ab 1827/28 in Würzburg. Während seines Studiums wurde er 1827 Mitglied der Alten Münchener Burschenschaft Germania. Noch bevor die Deutsche Tribüne in seiner Heimatstadt ansässig wurde und Scharpff sich bei ihr als Mitredakteur betätigte, schrieb der Student ein „Wilkommensgedicht“ für die Deutsche Tribüne und veröffentlichte es in Philipp Jakob Siebenpfeiffer Zeitung der Westbote. Mehrere seiner Texte, die er für die Deutsche Tribüne geschrieben hatte, wurden ganz oder in Auszügen in der Bundesversammlung des Deutschen Bundes vorgetragen und sollten dem Verbot der Zeitung Deutsche Tribüne Nachdruck verleihen, da sie heftige Kritik übten und dies mit „keinerlei Rücksicht“. Nachdem das Verbot in Kraft trat, setzte sich Scharpff für den Fortbestand der Zeitung ein. Der Erfolg blieb jedoch aus. Er wurde zudem in dieser Zeit Mitglied des Deutschen Preß- und Vaterlandsverein. Wenig später Ende Mai 1832 war er einer der Redner auf dem Hambacher Fest. Wegen der dort geäußerten Kritik verhafteten die Polizeibehörden ihn am 17. August 1832. Sein Verfahren verhandelte das außerordentliche Assisengericht (Geschworenengericht) von Landau 1833. Er wurde freigesprochen. Er verließ die Deutschen Staaten in Richtung Frankreich. Ende März 1834 ist er in Metz anzutreffen.
Da (im Mai 1834 beglichene) Auslagen in Höhe von 105 fl für eine Reise von „M[onsieur] Scharpff“ von Metz nach Bern in einer eigenhändigen Spesenaufstellung von August Breidenstein aufgeführt sind, liegt die Vermutung nahe, dass Scharpff bei der Gründung des Geheimbunds Junges Deutschland, die im April 1834 im schweizerischen Bern erfolgte, persönlich zugegen war und ihm insofern wohl auch eine Miturheberschaft an den beiden ersten Proklamationen des Jungen Deutschland zuzuschreiben ist. Im Juni 1834, als August und Friedrich Breidenstein, Carl Theodor Barth und Georg Peters verhaftet und abgeschoben wurden, war Scharpff nicht mehr in der Schweiz. Mit seinem Geheimnamen Essig erscheint er noch in einem 1836 aufgestellten Verzeichniß der in dem polizeilichen Untersuch über die politischen Umtriebe in der Schweiz mehr oder weniger implizirt erscheinenden Fremden, deren dermaliger Aufenthalt hierseits zum Theil noch unbekannt ist. Da sein Name darin mit einem Asterisken (*) bezeichnet ist, wurde er zu denjenigen „Individuen“ gerechnet, die „einer vorzüglichen Theilnahme beschuldigt“ wurden.
Als Professor der deutschen Sprache war er in Mülhausen tätig und blieb bis in die 1840er Jahre in der Handwerkerbewegung aktiv. Weiteres über seinen Lebensweg ist unbekannt.

## Werke
- Gedichte. Druckerei und Verlag Georg Ritter, Zweibrücken 1829, 94 Seiten
- Lied: Vaterland im Schwerterglanze, 1832[10]
- verschiedene Artikel in der Deutschen Tribüne